# Koru (yacht)
Le Koru est un superyacht de luxe dont le propriétaire est Jeff Bezos, le fondateur d’Amazon. Il a été construit aux Pays-Bas par Oceanco à partir de 2021 et livré en avril 2023. Son coût est estimé à 500 millions de dollars américains. Lors de son lancement, il s’agissait du deuxième plus grand yacht à voile de plaisance au monde derrière le A ; cependant, ce dernier est conçu pour naviguer au moteur avec assistance vélique alors que le Koru peut naviguer sous voiles seules. Il est accompagné d’un navire d’assistance à moteur nommé Abeona.

## Description

### Koru
Koru, dont le nom est un symbole de nouveau départ en maori de Nouvelle-Zélande, est une goélette à trois mâts qui porte des voiles auriques sans flèche et trois focs sur un beaupré, toutes ces voiles étant sur enrouleur. Il est par ailleurs équipé de deux moteurs MTU pour un total de 1 470 hp (environ 1 490 ch). Sa coque est en acier et ses superstructures en aluminium. Sa conception est inspirée de l’Eos, le superyacht de Barry Diller. Il peut accueillir 18 passagers et 36 membres d’équipage, capitaine inclus.
Il possède une figure de proue à l’image de la déesse nordique Freyja.
Lors de sa livraison, Oceanco a demandé à la ville de Rotterdam de démonter en partie le Koningshavenbrug, un ancien pont levant, afin de laisser passer le navire dont les mâts sont trop hauts. La municipalité a accepté mais en raison de protestations, le constructeur a annulé sa demande pour finalement déplacer le Koru sans ses mâts, qui ont été montés par la suite.

### Abeona
Abeona est un yacht à moteur de 75 m, conçu et construit par Damen yachting, nommé en référence à la déesse romaine des voyages Abéona. Navire d’assistance du Koru, il fournit de nombreux équipements dont des équipements de plongée et un héliport, qu’il n’aurait pas été possible de placer sur un voilier. Celui-ci peut notamment être utilisé par la femme de Jeff Bezos, Lauren Sánchez, qui possède une licence de pilote d’hélicoptère. Ce navire peut héberger 45 personnes.

### Éléments communs
Les deux navires sont équipés de canons à eau capables de repousser des attaques de pirates, également utilisables comme fontaines dans un contexte festif.

## Utilisation
Le Koru a été observé dans plusieurs endroits connus pour abriter des célébrités, tels que les Baléares, Saint-Tropez, ou encore Capri. Il était à Cannes lors du festival 2023, Jeff Bezos y a demandé Lauren Sánchez en mariage.